# 신생아학

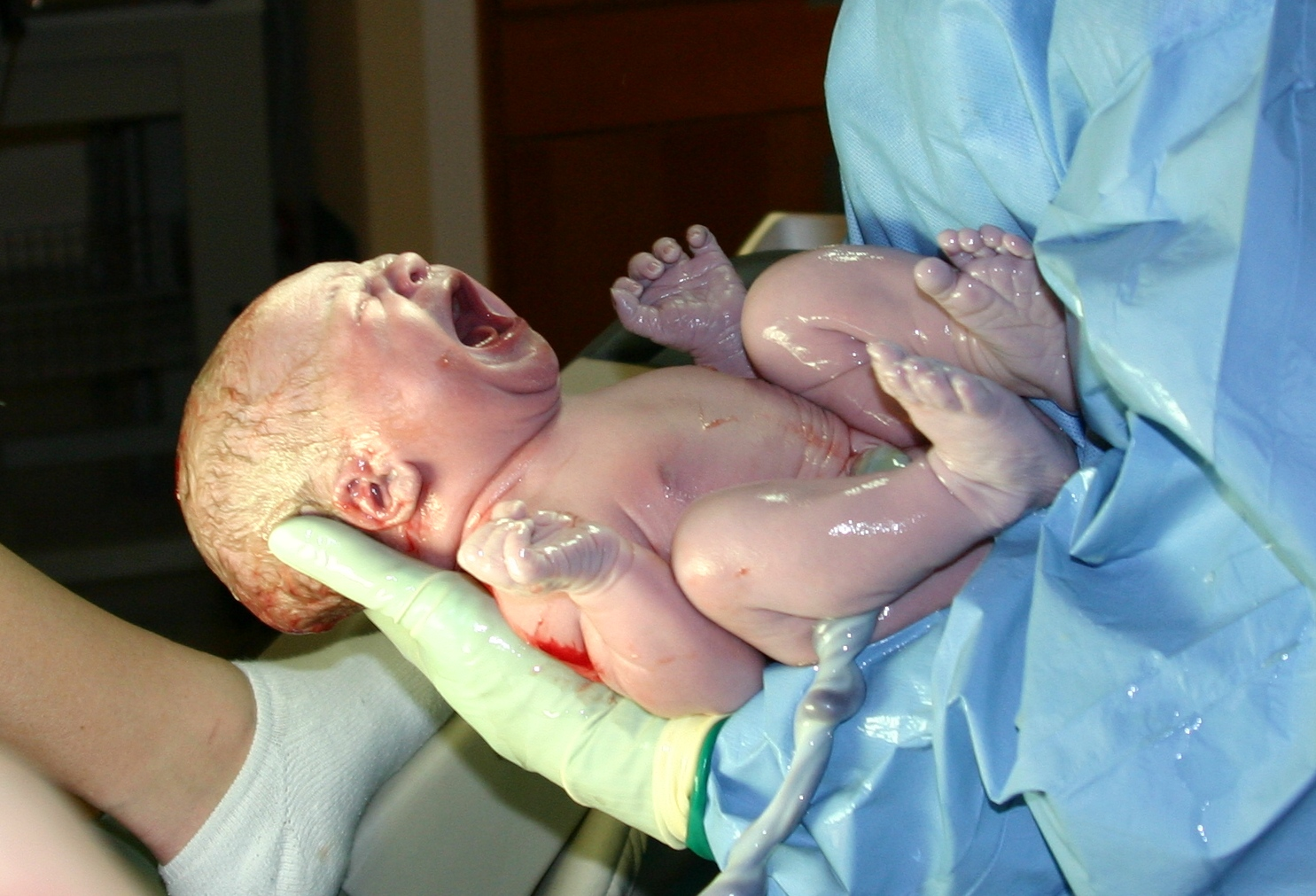

신생아학(新生兒學, 영어: neonatology)은  유아의 진료를 목적으로 하는 소아과학, 소아청소년과, 소아청소년학의 한 분야이다. 갓태어난 아기는 보통 1개월까지를 영아라고 하며, 신생아학은 보통 엄마의 태내에서부터 태어나서 1달까지의 영아를 대상으로 진료한다.

## 식이
영유아는 모유든, 분유든 반드시 먹인 후에 안은 채로 등을 두드려 트림을 시켜준다. 트림을 하지 않으면 대부분 토하게 된다. 영아는 수유를 할 때 다량의 공기를 같이 삼키기 때문이다.

### 모유 수유
신생아가 태어나면 보통 30-1시간 이내에 모유를 준다. 젖을 물릴때에는 유륜까지 아기의 입술에 닿도록 깊이 물린다. 보통 첫3일간은 모유가 잘 나오지 않으나 이후로는 잘나오게 된다. 하루에 보통 8-12회 정도 수유하게 되는데, 아기가 원할 때마다 수유하며, 양쪽 유방을 모두 이용하도록 한다. 보통 한번 수유에 걸리는 시간은 20-30분, 한쪽 젖을 물리는 시간은  10-15분 정도 물린 후 다른 쪽 젖을 물리도록 한다. 공복 시간이 4시간 이상되지 않도록 하여, 밤에 4시간 이상 먹지 않고 자면 깨워서 먹인다. 보통 첫 6개월 가량은 모유로 충분하나. 이후에는 모유만 먹이면 영양부족이 오므로 반드시 이유식을 시작하여야 한다.

### 분유 수유
물론 모유 수유가 바람직하지만, 불가피 할 경우 분유는 최상의 선택일수 있다. 무리해서 모유를 수유할 필요는 없다. 즉 모유가 최상이지만 스트레스를 받으면서까지 무리하게 모유 수유를 고집하기 보다는 오히려 이럴 경우는 분유가 더 바람직할 수가 있다. 보통 체온 정도의 온도로 먹이며, 만약 모유와 분유를 같이 먹일 경우 반드시 모유를 먹이고 분유를 먹인다. 이유는 분유가 훨씬 먹기가 편하므로 분유를 먼저 먹이면 모유를 안 빨려고 하기 때문이다. 보통 하루 6~8회가량 먹인다.

## 신생아 관리
신생아는 보통 하루 15-18시간 잠자며, 거의 하루 종일 먹고 나면 자고, 먹고 나면 자며 기저귀는 보통 하루에 10개 정도가 필요하다.

## 신생아 혈압
소아는 공통적으로 팔을 덮는 cuff 크기는 팔이나 다리 길이의 2/3를 덮을 수 있어야 한다.

### 신생아 저혈압
보통 신생아는 고혈압이 문제가 되는 경우는 심한 선천성 기형외에는 없고, 보통 저혈압이 문제가 된다.
신생아 저혈압은 응급 상황이다. 빈맥, 서맥, 빈호흡, 서호흡, 피부 얼룩이나 창백, 청색증, 소변량 감소 등이 같이 나타나며
즉시 수액 보충 및 원인 질환을 치료해야 한다. 순식간에 악화되어 사망할 수 있는 상태이므로 주의가 필요하다.

### 신생아 고혈압
같은 연령, 같은 키, 같은 성의 소아의 수축기 또는 이완기 혈압의 95 백분위수 이상의 혈압을 나타내는 경우를 고혈압으로 정의한다. 혈압은 시기를 달리해서 3번 이상 측정해야 한다. 성인과 달리 소아에서는 나이가 어릴수록 원인 질환에 의한 이차성 고혈압이 많다.

## 신생아 질환

### 신생아 황달 및 간질환
- 생리적 황달
- 핵황달